# Frenštát pod Radhoštěm
Frenštát pod Radhoštěm (češka izgovorjava: [ˈfrɛnʃtaːt ˈpod radɦoʃcɛm]; nemško Frankstadt) je mesto, ki stoji v okrožju Nový Jičín v Moravsko-šlezijskem okraju na Češkem, pod Moravsko-šlezijskim Beskidom. Ima okoli 11.000 prebivalcev in je znano kot pomembno letovišče, tako poleti kot pozimi.

## Zgodovina
Mesto naj bi bilo verjetno prvič naseljeno med letoma 1293 in 1316. Kasneje ga je močno prizadela tridesetletna vojna saj je bilo leta 1626 požgano, leta 1646 pa so ga zasedli Švedi. Poleg tega pa je mesto prizadela tudi kuga. V 17. stoletju se je mestno gospodarstvo povečalo, verjetno zaradi kolonizacije Vlahov. Uradni naziv mesta je dobilo leta 1781. V drugi svetovni vojni so Frenštát pod Radhoštěm zasedle sile osi, vendar je 6. maja 1945 ta del Češke osvobodila Sovjetska zveza.

## Pomembi prebivalci
- Albin Polasek (1879–1965), češko-ameriški kipar in pedagog
- Břetislav Bartoš (1893–1926), slikar
- Záviš Kalandra (1902–1950), zgodovinar in teoretik
- Zdeněk Parma (1925–2006), alpski smučar
- Ladislav Adamec (1926–2007), politik, predsednik češkoslovaške vlade med letoma 1988 in 1989
- Jiří Raška (1941–2012), smučarski skakalec
- Jiří Parma (*1963), smučarski skakalec
- Zdeněk Parma (1925-2006), alpski smučar
- Iveta Bartošová (1966–2014), pevka

## Pobratena mesta
- Harrachov, Češka
- Krásno nad Kysucou, Slovaška
- La Grange, ZDA
- Ustroń, Poljska

## Galerija
- Cerkev svetega Janeza Krstnika
- Cerkev svetega Martina
- Železniška postaja
- Frenštát pod Radhoštěm leta 1909